# Bleu Doux
De Bleu Doux van de 'Laiterie Les Monts Ysselingais' is een Franse kaas uit Haute-Loire en Ardèche.
De kaas wordt gemaakt van volle koemelk en heeft een gladde, gele kaasmassa met blauwe aders. De korst heeft een natuurlijk wit schimmellaagje. Na de rijpingstijd van ongeveer twee weken is de kaasmassa soepel en voor een blauwe kaas is de smaak erg zacht.